# 朝日啤酒
朝日啤酒（日語：アサヒビール株式会社）是一間釀製啤酒和生產軟飲料的公司，和麒麟啤酒、三得利、札幌啤酒並列為日本啤酒界四大企業。2016年，朝日啤酒佔據日本啤酒市場39%的份額，位居各企業之首。朝日啤酒是在1949年大日本麥酒分割過程中成立的企業，最初的業務範圍主要是西日本。朝日啤酒在1954年至1960年期間曾是日本啤酒業界第二大企業，但在1960年代之後持續低迷，1980年代前期更幾乎淪為日本啤酒業界第四大企業。然而在公司內改革和朝日超爽啤酒熱銷的幫助下，朝日啤酒在短時間內迅速實現業績回升，在1988年奪回業界第二的位置，並在2001年獲得業界首位（包含發泡酒）。朝日啤酒的企業標語是「分享感動」（その感動を、わかちあう。）。
自2011年7月開始，朝日啤酒是朝日集團控股的全資子公司。朝日集團控股亦繼承了朝日啤酒東證1部：2502的股票代碼。

## 歷史

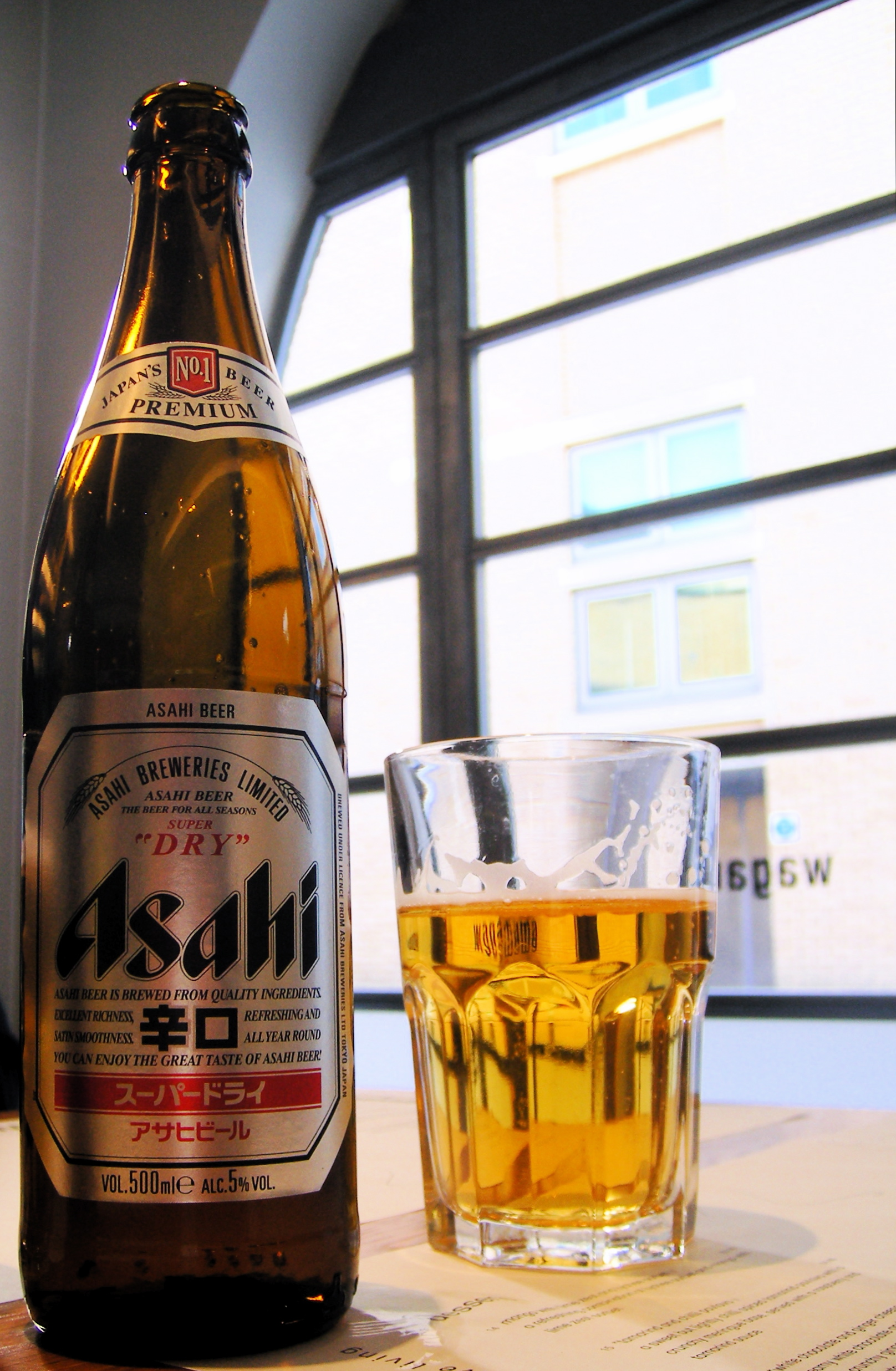
英國製造的瓶裝朝日超爽啤酒

朝日啤酒的前身是創業於1889年的大阪麥酒。1891年，大阪麥酒在吹田設廠並開始生產名為「朝日」的啤酒品牌:90，選擇吹田作為工廠的理由是因為這裡水源豐富且接近京阪神這一巨大的消費市場:120。大阪麥酒成立之後發展迅速。1901年時，朝日啤酒的生產量已是1891年的近25倍:145。20世紀初期，日本啤酒市場呈現朝日啤酒、札幌啤酒、惠比壽啤酒三大品牌爭霸的局面:147。為緩和過激的競爭，大阪麥酒、札幌麥酒（札幌啤酒的生產企業）、日本麥酒（惠比壽啤酒）的生產企業在1906年合併為大日本麥酒:152。1930年代中期時，大日本麥酒佔據日本啤酒市場三分之二的市場份額，其中朝日啤酒又是大日本麥酒銷量最好的品牌:224。
二戰之後，盟軍佔領當局實施財閥解體政策，大日本麥酒受這一政策的影響被拆解為以西日本為銷售地區的朝日啤酒和以東日本為銷售地區的札幌啤酒。大日本麥酒的山本為三郎專務就任朝日啤酒首任社長:200。由於戰前大日本麥酒主要設備投資集中在西日本，因此可以說朝日啤酒繼承了大日本麥酒的精華部分。大日本麥酒分割時，日本啤酒（現札幌啤酒）的市佔率是38.7%、朝日啤酒是36.1%、麒麟啤酒是25.3%，朝日啤酒位居次席。此後至1960年，除了1953年因原料配給導致三家公司市場份額相同之外，朝日啤酒一直都佔據日本啤酒市場第二把交椅。
然而隨著東京一極集中的進行，以西日本為主要市場的朝日啤酒的市場份額也逐漸下降。1961年後，朝日啤酒的市場份額降至第三位，並且直到1987年都穩定在這一位置。1985年時，朝日啤酒的市場份額下降到只有9.6%，同年三得利的市場份額有9.2%。朝日啤酒一度被諷為「夕日啤酒」，這一局面使得公司內充滿危機感。為改變這一局面，朝日啤酒決定邀請在短時間內成功重建馬自達的村井勉擔任社長。村井在上任之後實施大規模改革。為刷新品牌形象，朝日啤酒自1986年將商標改為現行商標:66，並於同年開始銷售新口味新包裝的生啤酒:68，朝日啤酒的市佔率開始回升。1987年3月，朝日啤酒開始發售朝日超爽啤酒（アサヒスーパードライ）:72。雖然朝日超爽啤酒的銷售區域最初只限首都圈，但因銷量遠超預計，因此朝日啤酒決定將原本自夏季開始在全國銷售的計劃提前到5月。1987年，朝日超爽啤酒的銷量達1350萬箱。超爽啤酒的成功亦導致其他公司爭相開始類似產品，引發「爽啤戰爭」:74。朝日啤酒的市佔率因超爽啤酒的成功而快速回升，1988年時已恢復為日本啤酒業界第二大企業，還開始對外國出口超級爽啤:76。1998年，朝日啤酒成為日本啤酒市場最大企業。
2000年之後，朝日啤酒也開始生產銷售低價的發泡酒產品。2001年，朝日啤酒成為包含發泡酒在內的啤酒業界最大企業。2005年後，朝日啤酒又進一步開始生產更廉價的第三啤酒。除了啤酒本業之外，朝日啤酒還在2001年將NIKKA威士忌收購為全資子公司，開始進出洋酒市場。朝日啤酒還積極開拓海外市場。2009年，朝日啤酒收購了澳大利亞第二大飲料企業澳大利亞玉泉。2016年12月13日，朝日啤酒以25.5億歐元收購安海斯-布希英博集團旗下的佩羅尼啤酒、葛蘭斯啤酒、Meantime啤酒三個品牌。
2019年7月19日，朝日啤酒以160億澳元（約113億美元，881.8億港元）收購安海斯-布希英博集團旗下澳洲子公司卡爾頓聯合啤酒廠（Carlton & United Breweries）。

## 主要產品
朝日啤酒最大的招牌商品是朝日超爽啤酒。超爽啤酒是日本唯一每年銷量超過一億箱的啤酒品牌，佔據日本啤酒市場（僅限酒稅上的「啤酒」，不含發泡酒和第三啤酒）的半數份額，也佔朝日啤酒近六成的收入。超爽啤酒通過改良酵母和發酵技術以提高發酵度降低、降低糖度、提高麥芽之外的原料比例等方法實現清爽口感。自1997年開始，朝日超爽啤酒就是日本銷量最多的啤酒品牌。朝日啤酒還銷售有超爽黑啤、豐釀超爽啤酒等較普通超爽啤酒更為高檔的清爽口感啤酒。自1935年開始，朝日啤酒就生產銷售司陶特啤酒，現在和麒麟啤酒並列為日本僅有的兩個生產司陶特啤酒的企業。
朝日啤酒的主要發泡酒產品是Style Free，產品特徵是低糖低卡。在啤酒和發泡酒以外的領域，朝日啤酒生產有Clear Asahi
、Asahi Off等啤酒類飲品。朝日DRY ZERO在2016年是日本銷量最高的無酒精啤酒口味飲品。
沖繩縣最大啤酒企業獵戶座啤酒和朝日啤酒關係密切，其產品在日本本土的啤酒銷售委託由朝日啤酒進行。兩者亦有共同研發啤酒產品。
朝日啤酒亦莊日本國內銷售豪格登白啤酒、盧雲堡啤酒、巴斯啤酒等外國品牌啤酒。
除了啤酒之外，朝日啤酒亦有生產銷售日本烧酒、雞尾酒、水果味酒類、可爾必思口味酒類等商品。

## 總部大樓及生產工廠

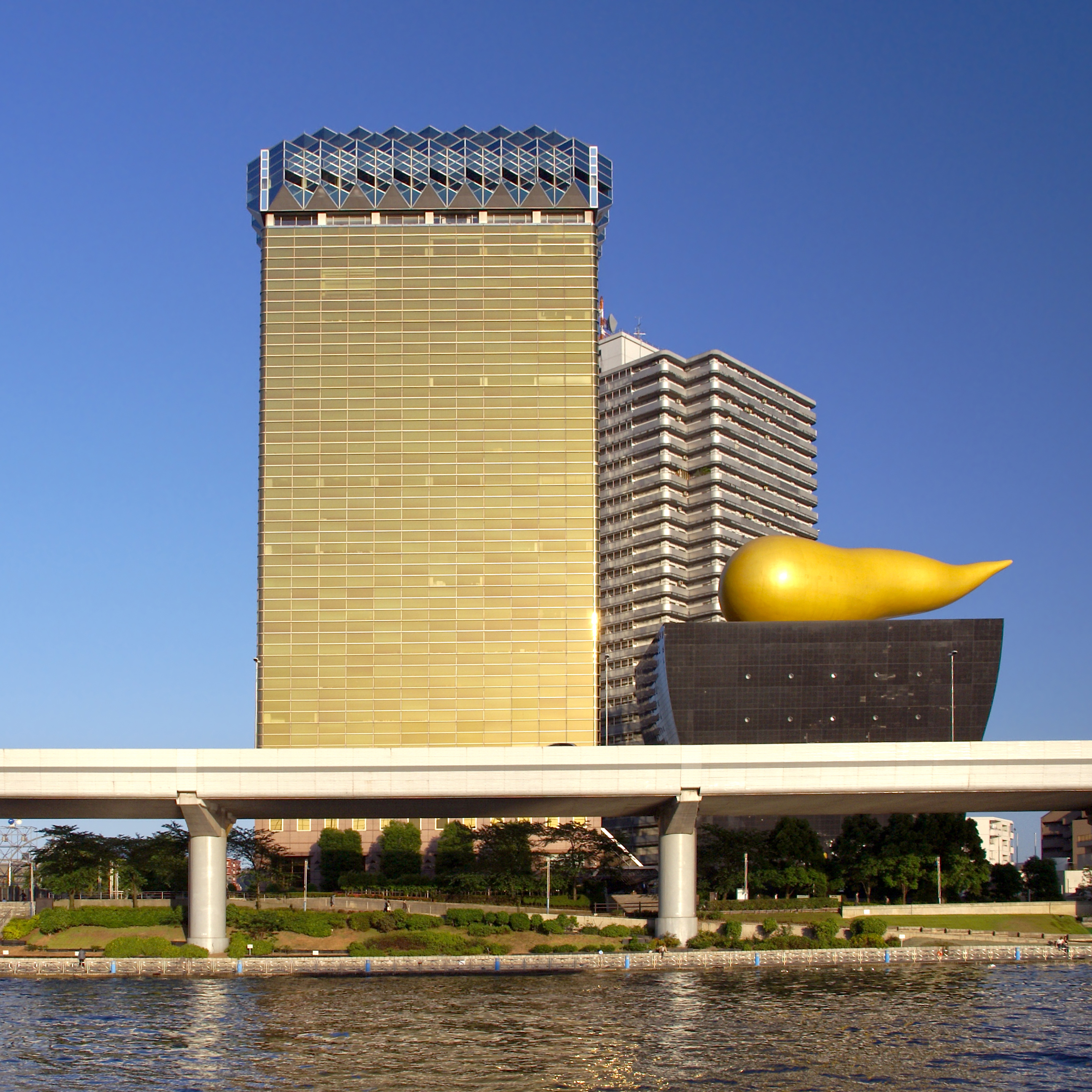
左側建築是朝日啤酒總部大樓，右側建築是超爽大廳

朝日啤酒的總部大樓位於東京都墨田区吾妻橋一丁目，竣工於1989年，高22層，原為舊吾妻橋工廠。大樓外觀為琥珀色玻璃幕牆，頂端為白色玻璃幕牆，系以啤酒杯為概念設計。大樓的第21層、第22層設有餐廳和咖啡廳，開放普通民眾使用。
朝日啤酒總部大樓的隔壁建築是超爽大廳，由法國設計師菲利普·斯塔克設計。該建築最大的特徵是頂部巨大的金黃色雕塑，象徵朝日啤酒迎接新世紀的躍動之心有如火焰，而底部的建築有如聖火台。然而因其獨特的外形和色彩，超爽大廳也被稱為「糞便大樓」(うんこビル)。
朝日啤酒在日本全國有八個工廠，包括吹田工廠（1891年投產，位於大阪府吹田市）、博多工廠（1921年投產。位於福岡市博多區）、北海道工廠（1966年投產。位於札幌市白石區）、名古屋工廠（1973年投產，位於名古屋市守山區）、福島工廠（1979年投產，位於福島縣本宮市）、茨城工廠（1991年投產，位於茨城縣守谷市）、四國工廠（1998年投產，位於愛媛縣西條市）、神奈川工廠（2002年投產，位於神奈川縣南足柄市）。

## 文化體育事業
朝日啤酒在京都府乙訓郡大山崎町贊助設有朝日啤酒大山崎山莊美術館，開館於1996年，擁有約1,000件藏品，其中包括莫奈的睡蓮等作品。朝日啤酒有自己的美式足球球隊，並且是日本棒球國家隊的官方贊助企業之一。

## 外部連結
- https://www.asahibeer.co.jp （页面存档备份，存于）（日語）
- 朝日啤酒的X（前Twitter）
- 朝日啤酒的Facebook專頁